# 김혜례
김혜례(1963년 ~ )는 대한민국의 KBS 전직 기자 출신이다.

## 학력
- 연세대학교 신문방송학과 졸업

## 경력
- 1987년 : KBS 공채 14기 기자 입사
- 1999년~2001년: KBS 뉴스광장 앵커
- 2002년~2006년: KBS 도쿄특파원
- 2006년~2011년: KBS 방송문화연구소장
- 2012년~2014년:  KBS 해설위원
- 2014년~2016년:  KBS 해설위원실장
- 2018년~2019년:  KBS 심의위원
- 2019년~2020년:  KBS 춘천방송총국장